# (1683) Castafiore
Castafiore és l'asteroide número 1683 de la sèrie, amb nom provisional 1950 SL. Va ser descobert el 19 de setembre del 1950 per l'astrònom belga Sylvain Arend a Uccle.
Va rebre el seu nom en honor de Bianca Castafiore, personatge de la cèlebre sèrie d'historietes Les aventures de Tintín, d'Hergé.